# Atentado suicida do restaurante Maxim
O atentado ao restaurante Maxim foi um atentado suicida ocorrido em 4 de outubro de 2003, no restaurante "Maxim" à beira-mar em Haifa, Israel. Vinte e um civis morreram e 60 ficaram feridos. Entre as vítimas estão duas famílias e quatro crianças, incluindo um bebê de dois meses.
O restaurante, que está localizado à beira-mar, perto do limite sul da cidade de Haifa, era frequentemente frequentado por populações locais árabes e judaicas, e era amplamente visto como um símbolo de coexistência pacífica em Haifa.
A organização militante Jihad Islâmica reivindicou a autoria do ataque. Foi condenado pelo Presidente palestiniano, Yasser Arafat. O interior do restaurante foi destruído pela explosão (foi completamente reconstruído sete meses após o ataque).